# Sulcatiella
Sulcatiella is een geslacht van uitgestorven kreeftachtigen uit de klasse van de Ostracoda (mosselkreeftjes).

## Soorten
- Sulcatiella crassa Polenova, 1968 †
- Sulcatiella magna Mikhailova, 1978 †
- Sulcatiella olempskae Zbikowska, 1983 †
- Sulcatiella petaliformis (Rozhdestvenskaya, 1962) Polenova, 1968 †
- Sulcatiella plana Mikhailova, 1972 †
- Sulcatiella pusilla Malec, 1990 †
- Sulcatiella reticulata Bakharev, 1987 †
- Sulcatiella rhomboidalis Weyant, 1975 †
- Sulcatiella sichuanensis Wei, 1983 †
- Sulcatiella zinchenkoae Polenova, 1968 †